# Linia kolejowa nr 915
Linia kolejowa nr 915 – niezelektryfikowana, jednotorowa linia kolejowa łącząca stację Mikłaszewo ze stacją przeładunkową Planta.